# Fernando Morales de Castilla García
Fernando Morales de Castilla García (1 de novembre de 1908, ? - 13 de febrer de 1937, ?) fou un militar espanyol, tinent de l'arma de Cavalleria, que s'aixecà contra el govern de la Segona República Espanyola el 1936 a Mallorca. Els primers dies de la Guerra Civil participà en la formació de les milícies falangistes, en la repressió de membres i simpatitzants del Front Popular i en la defensa contra el desembarcament de Mallorca per part de tropes republicanes.
El 1924 realitzà proves per accedir a l'Escola Militar Naval. El 1931 havia realitzat un curs a l'Acadèmia d'Infanteria, Cavalleria i Intendència, i fou ascendit a alferes. El juliol de 1937 fou ascendit a tinent. El 1932 estava destinat al Regiment de Caçadors núm. 6 i fou destinat al núm. 2, i el 1933 al núm. 3. El 1936 estava destinat al Regiment de Caçadors de Villarrobledo.

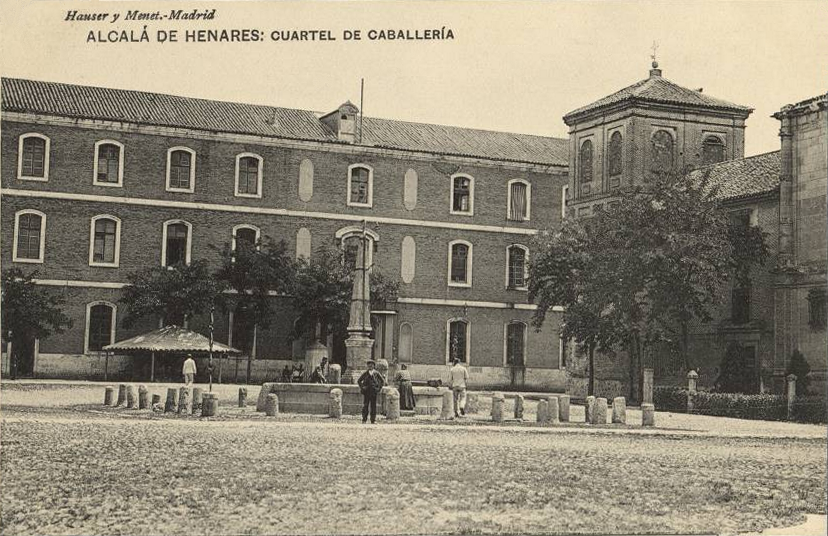
Quarter de Cavalleria del Príncipe, dit de San Diego, a Alcalà de Henares cap el 1912

Formà part dels anomenats Jinetes de Alcalá, un grup de militars de l'arma de Cavalleria adscrits als Regiments de Caçadors de Calatrava, núm. 2, i de Villarrobledo, núm. 3, destinats a Alcalá de Henares, que a finals de juny de 1936 foren confinats al castell de Sant Carles de Palma, Mallorca. El Govern de la Segona República aprofità uns greus incidents entre soldats i membres de partits d'esquerra per fer neteja de conspiradors d'aquests dos regiments. Al castell de Sant Carles conegueren al cap de la Falange Española a Mallorca, Alfonso de Zayas, que també estava empresonat i que els posà amb contacte amb els militars que s'havien d'aixecar contra la República. Quan es produí el pronunciament militar del 18 de juliol de 1936, aquests militars es posaren a les ordres dels avalotats, participaren en la formació de les milícies falangistes i en la repressió dels membres i simpatitzants del Front Popular (detencions il·legals, tortures i assassinats). Intervengué en la defensa contra el desembarcament de Mallorca de tropes republicanes l'agost de 1936. Després d'uns mesos a Mallorca retornà a la península i fou ferit mortalment el 13 de febrer de 1937.